# Аргумент неверовања
Аргумент неверовања који се назива и аргумент за разумно неверовање или аргумент светог скривања је један од најчешћих аргумената који су уперени против Бога, иако никад није коришћен као посредни закључак. Најчешће се прича „Ако има Бога, зашто нам се не покаже?“. Према овом аргументу, лични, Бог који воли, би желео да сва његова деца знају да Он постоји. Онда се може извући мишљење да људи имају разумне разлоге да не верују да постоји лични, Бог који воли.

## Формулисање аргумента
Битно је да се разликују два фудаментално различита облика аргумента неверовања. Први облик пориче све од постојање аргумента за разумно неверовање до самог постојања Бога. Други облик аргумента за неверовање је доста другачији, зато што не ставља у питање разумно неверовање.

### Аргумент за разумно неверовање
Овај облик аргумената се темељи на пет тачака:
- 1. Ако Бог постоји, Он воли све, Он је свемоћан, праведан, и Он жели да Га сви лично познају
- 2. Ако особа разумно не верује, онда им није дата права шанса да упознају Бога
- 3. Ако Бог постоји, Он има и моћ и мотив да поништи разумно неверовање
- 4. Разумно неверовање постоји
- 5. Дакле, Бог не постоји.

У претходном коментару треба напоменути да се аргумент за неверовање односи на Бога који је свемогућ, који све воли, који је свезнајућ и потпуно праведан, и има жељу да га сви познају. Ове особине су атрибути које Хришћански Бог поседује, али на било ког Бога који нема све ове особине, не утиче аргумент за неверовање.
Неће се много теиста противити премиси иза прве тачке. Многи теисти описују Бога из Библије као личног Бога, безусловне љубави. Ниједна објективна особа не би оповргла постојање разумног неверовања. Теисти се могу не слагати са атеистима, али се морају сложити да су неки поменути аргументи добро постављени.
Ипак, постоји доста контроверзи око претпоставке иза тачке два. Ако Бог који воли све постоји, разумно неверовање се не појављује. Ово је наводно тако, зато што Бог који воли све би желео да сви знају да он постоји, да би се спасили, и да има моћ да створи ситуацију у којој ће сви знати да он постоји.
Глен Шеленберг, један од предлагача овг аргумента, каже:
| „                | На пример, родитељ који воли, од времена када дете може да реагује на њега, па све док их смрт не раздвоји, све док је у његовој моћи ће се трудити да било шта што уради неће тиме ставити своју везу са собом ван домашаја свог детета. | ” |
| — Глен Шеленберг | |   |

### Аргумент Теодора Дранжа о неверовању
У чланку Аргументи за Зло и Неверовање, Теодор Дранж покушава да аргументима ојача страну атеиста. Овако је Дранж формулисао аргумент:
Да би се формулисало разумно неверовање, прво се морају представити две дефиниције:
Склоп П = следећа три предлога:
- +(а) Постоји биће које влада целим универзумом
- +(б) То биће воли људски род
- +(ц) Људски род је обезбеђен са животом после смрти.

Ситуација С = ситуација свих, или скоро свих људи да почну да верују у три предлога склопа П до времена њихове физичке смрти:
Користећи поменуте дефиниције, разумно неверовање се може изразити на следећи начин:
- +(А) Ако Бог постоји, онда би он поседовао све четири одлике које су наведене испод (између осталих):
- +(1) Да има могућност да створи ситуацију С, узимајући у обзир све факторе;
- +(2) Жели да створи ситуацију С, то јест да му то буде жеља;
- +(3) Да не жели ништа више што би могло да буде у конфликту са остварењем стварања ситуације С;
- +(4) Да буде рационалан (што подразумева да се увек понаша у правцу оставривања својих највећих жеља)

- (Б) Ако биће које има све четири одлике које су управо набројане постоји, онда би морала да се створи могућност за стварање ситуације С.
- (Ц) Али ситуација С се не остварује. Није случај да сва, или скоро сва бића верују у све предлоге које је поставио склоп П, до времена њихове физичке смрти.
- (Д) Сходно тачкама Б и Ц, не постоји ниједно биће које има све четири одлике које су наведене у премиси А.
- (Е) Од тачака А до Д се долази до закључка да Бог не постоји.